# Каноза-Саннита
Каноза-Саннита (итал. Canosa Sannita) — коммуна в Италии, расположена в регионе Абруццо, подчиняется административному центру Кьети.
Население составляет 1586 человек, плотность населения составляет 108 чел./км². Занимает площадь 14,1 км². Почтовый индекс — 66010. Телефонный код — 0871.
Покровителями коммуны почитаются святые апостолы Филипп и Иаков, память 1 мая, а также святой Рокко, праздник которого ежегодно празднуется 16 августа.